# Psammophis punctulatus
Espèce
Synonymes
- Psammophis subtaeniatus punctulatus Duméril, Bibron & Duméril, 1854
- Psammophis punctulatus var. trivirgatus Peters, 1878

Psammophis punctulatus est une espèce de serpents de la famille des Lamprophiidae. 

## Répartition
Cette espèce se rencontre :
- au Soudan ;
- au Soudan du Sud ;
- dans le nord de l'Éthiopie ;
- en Érythrée ;
- à Djibouti ;
- dans le nord de la Somalie ;
- au Kenya ;
- en Ouganda ;
- en Tanzanie.

## Liste des sous-espèces
Selon The Reptile Database (19 février 2014) :
- Psammophis punctulatus punctulatus Duméril, Bibron & Duméril, 1854
- Psammophis punctulatus trivirgatus Peters, 1878

## Publications originales
- Duméril, Bibron & Duméril, 1854 : Erpétologie générale ou histoire naturelle complète des reptiles. Tome septième. Deuxième partie, p. 781-1536 (texte intégral).
- Peters, 1878 : Über die von Hrn. J. M. Hildebrandt während seiner letzten ostafrikanischen Reise gesammelten Säugethiere und Amphibien. Monatsberichte der Königlich preussischen Akademie der Wissenschaften zu Berlin, vol. 1878, p. 194–209 (texte intégral).